# A Quiet Place Part III
A Quiet Place Part III es una próxima película estadounidense de terror postapocalíptico de 2027 escrita y dirigida por John Krasinski. Se prevé que sea la cuarta entrega de la serie cinematográfica A Quiet Place y una secuela de A Quiet Place (2018) y A Quiet Place Part II (2021).
Está previsto que A Quiet Place Part III se estrene en Estados Unidos por Paramount Pictures el 9 de julio de 2027.

## Producción
En mayo de 2021, Emily Blunt reveló que su esposo, John Krasinski (coprotagonista, coguionista, director y coproductor de la serie), tenía planes para una tercera película de Un Lugar en Silencio . Reconociendo que él quería ver la acogida de Un Lugar en Silencio Parte II antes de avanzar con la siguiente película, ella declaró que las películas de Un Lugar en Silencio están pensadas para ser una trilogía.  En julio de 2021, Blunt confirmó que Krasinski estaba trabajando en una tercera entrega, independiente de la película derivada, con la intención de volver a dirigir. 

## Estreno
En febrero de 2022, Deadline Hollywood informó que A Quiet Place Part III estaba programado para estrenarse en 2025.  Sin embargo, en febrero de 2024, Entertainment Weekly informó que la película ya no tenía un año de estreno establecido.  La película está programada para ser estrenada en Estados Unidos por Paramount Pictures el 9 de julio de 2027. 